# Вогняне кільце (антологія)
«Вогняне кільце» (англ. Ring of Fire) — третя опублікована книга редактора-автора-історика Еріка Флінта із серії «1632», книжкової серії в жанрі альтернативної історії, розпочатого в романі «1632» (лютий 2000). «Вогняне кільце» одночасно описує космічну подію, яку переживають персонажі серії, але також іноді використовується як назва самої серії. Дія серіалу розгортається в охопленій війною Європі в середині Тридцятилітньої війни.
«Вогняне кільце» — збірка оповідань —наполовину написані різними відомими авторами наукової фантастики, запрошеними на обстановку, наполовину фанфікшн від ентузіастів, які допомогли взяти окремий роман у серію, яка налічує десятки книг. Усе відбувається у всесвіті, спочатку створеному науково-фантастичним романом Флінта «1632», написаним як окремий роман і перетвореним на серію на прохання багатьох. На відміну від більшості коротких творів у створеній серії романів, історії всередині є важливими створіннями, що формують середовище — сюжетні нитки, формалізовані в канон серіалу, оскільки вони допомогли його встановити та виступають трампліном для подальших розробок у книгах. У цих оповіданнях дебютує багато персонажів, які відіграють важливу роль у наступних більш довгих творах.

## Передумова серії
Серія провіщає новий тип письма, поєднуючи в собі як спільний всесвіт, так і спільне написання художньої літератури у великих серіях. Як і в інших спільних всесвітах, історії розгортаються в середовищі, яке поділяють інші письменники, але зазвичай це робиться так, щоб історії інших авторів були безпечно відсунуті вбік від основної сюжетної лінії. Флінт продемонстрував, що серію можна успішно написати, ігноруючи умовності та свідомо запрошуючи інших письменників взяти участь у створенні головних сюжетних ліній та сюжетних ліній середовища. Перші два романи серії, «1632» і «1633», були написані одночасно, щоб сюжетні нитки, започатковані в одному романі, могли змішуватись і породжувати відповідну дію чи фон в іншому, і навпаки.
Флінт офіційно стверджує, що великі частини «1633» були суттєво скориговані, навіть викинуті та переписані, оскільки пізніші подання до серії «1632» вплинули на різноманітні сюжетні теми. Щоб отримати максимальну насолоду від усіх трьох книг, найкраще читати їх у порядку «1632», «Вогняне кільце», а потім «1633» . Взаємозаміна останніх двох має відносно невеликі витрати на розуміння та оцінку, яких можна уникнути.
Флінт заявив, що він має намір, щоб короткі оповідання з головними героями або моменти, які будуть важливими в майбутніх романах, були зібрані в антології «Вогняне кільце», а антології The Grantville Gazettes будуть представлені історії персонажів, які не створюють нового тла для романів. Однак багато персонажів чи подій у ретроспективі виявляються важливішими, ніж очікував автор чи редактор, тож це правило є досить слабким.

## Оповідання в антології

### «На флоті»
Дейвід Вебер
Оповідання Вебера містить основні сюжетні елементи, які розгортаються в «1633» і «1634: Балтійська війна». Зокрема, історія розповідає про те, як у 1632—1633 роках з'явився новий флот Сполучених Штатів (і майбутньої Імперії Сполучених Штатів Європи). Зокрема, очима та досвідом молодого Едді Кантрела історія починається з реабілітації Джона Чендлера Сімпсона, якого в «1632» визнали зовсім несхожим. Очима Сімпсона, Кантрелла та їхніх колег-персоналістів Джере Гейґуда та Піта Макдуґала ми отримуємо картину хаосу, пов'язаного з відбудовою Магдебурга після того, як місто було спустошено військами Тіллі.

### «Фарбувати для»
Мерседес Лекі
«Фарбувати для» знайомить з розсіяним постачальником канабісу Томом Стоуном та його трьома синами, які намагаються здобути респектабельність в очах гільдії Карла Юргена Едельмана, батька незайманої Магдалени Едельманн і головного кохання Тома «Стоунера» Стоуна. Будучи дочкою гільдмейстера, Магдалена Стоун марнувала життя як незаймана дівчина у свої 30 років, поки делегація з її міста не відвідала Ґрантвіль і вона не зустріла свою споріднену душу, Тома Стоуна. Його перші залицяння були сприйняті прихильно, аж поки її батько не вирішив, що «Стоунер» не є заможною людиною, за яку він його вважав.
«Стоунер» — останній дорослий у колишній «Лотлоріанській комуні» 1970-х років, і його заманила з аспірантури фармакології хіпі «Чик» на ім'я Ліза. У спільноті вільного кохання Лотлорієн питання, чи може «Елронд» (Рональд Стоун) бути його дитиною, — це питання, яке він давно полишив, але генетично точно відомо, що волосся «Гвайгіра» (Джеррі Стоуна) кольору «стоп-знак червоний» робить його чужим хлопчиком, якого, проте, виховують як свого власного.
На початку цієї історії Майк Стернс представляє похмурого Стоунера доктору Джеймсу Ніколсу, і вони приїхали, щоб забрати запряжений кіньми візок із «запатентованою дикорослою травою Західної Вірджинії» (яка з'явилася під час паломництва до Голландії), яку Стоунер використовує як екстрену грошову культуру, вирощену в його напівзруйнованій саморобній теплиці, побудованій з різних автомобільних запчастин, вікон, викинутих на смітник, а також з великою кількістю зусиль і винахідливості. Водночас у цю розмову втручається німецький хлопчик за кермом воза, якого щойно назвали Клаусом, на кшталт: «Унд Маґдалена могла б мати кращі перспективи деінде, а ти не маєш заробітку, нарику. Еффен дер Віде, ти дарунки доктору».
Стоунер, який має особливий досвід у рекреаційних екстрасенсорних стимулюючих сполуках, особливо як випускник фармакологічної школи з Університету Пердью, відмовляється брати плату за траву, неодноразово повторюючи, що він не зароблятиме гроші на чужому болі. Клаус навіть це сприймає негативно: «Можливо, це дасть тобі місце в Геафені, але на Землі — ніякого заробітку». Після від'їзду лікарів це питання стає темою загальної сімейної дискусії, яку піднімають хлопці. Незабаром сімейна нарада нагадує Стоунеру про минуле фіаско на міському ярмарку, коли хмарна злива зірвала продаж багатьох футболок з екзотичним забарвленням краваток, зіпсувавши, здавалося б, чудовий день, оскільки футболки не були оброблені, щоб фарба вбралася в тканину, і ненавмисно пофарбувала багатьох тепер уже розлючених покупців. Але Стоунер знав, як зробити речі стійкими до фарбування, він був дуже добрим хіміком і мав багато залишків барвників на території.
Невдовзі за нетерплячої допомоги хлопців Стоуни починають серійне виробництво ниток для вишивання. Карл Едельман вражений, і Стоунер має нову супутницю життя, яка володіє безжальним бізнес-кмітливістю, якої він ніколи не мав. Наприкінці історії Стоунер згадує історію ранніх органічних барвників до десятиліття лілового кольору, коли були розроблені барвники на основі кам'яновугільної смоли, такі як ліловий Перкіна, і вони принесли величезні статки. Приємно те, що це було б екологічно безпечно, адже необхідні барвники можна було б брати з вугільної електростанції, додавши до них скрубери на димоходах. Розподіл прибутків анітрохи не турбував Стоунера. Вони були б величезними.
вплив на середовище
У подальшій історії, сиквелі «1634: Справа Галілея», Магда супроводжує свого чоловіка, майстра антибіотиків і фарби для одягу, на рік, щоб читати лекції в Падуанському університеті, як частину посольства, відправленого до Венеції. Там вона забирає багатство свого чоловіка та демонструє ділову хватку, яку навчився у свого батька, а також проникливе судження щодо чоловіків і безжалісність, завдяки яким це стало багатством, і перетворює пару на найбагатшу родину в Європі за вмілої допомоги Шерон Ніколс, яка нарощує значні власні статки.

### «Лінійник для країни»
Дейв Фрір
Шотландський військовий диспетчер Дуглас Лоурі потрапляє в компанію до телефонного майстра Лена Таннера та запальної операторки комутатора вугільної шахти Еллі Андерсон. Через свої обмежені навички спілкування з людьми ця технологічно відстала пара не може переконати когось розвивати телекомунікаційні здібності за межами Ґрантвіля. Після того, як Еллі показує старомодний телефон, прототип якого вона розробляла, Дуглас вмовляє їх заснувати корпорацію.
Під час прокладання першої телефонної лінії до сусіднього Заальфельда Лен і його помічник потрапляють у полон до групи, яка планує викрасти партію зброї для Ґрантвіля. Під час боротьби прототип телефону пошкоджено, але зв'язаний Лен знаходить акумулятор і дроти, і йому вдається надіслати сигнал SOS до Ґрантвіля.
Після запобігання викраденню Еллі розуміє, що старомодний телефон все ще був надто високотехнологічним для того часу. Азбуку Морзе можна було виготовити швидко, а інвестори для фінансування телеграфної мережі знайшлися.

### «Між арміями»
Ендрю Денніс
Ця історія, що розгортається до і під час хорватського нападу на Ґрантвіль, обертається навколо католицької церкви. Папський дипломат монсеньйор (ще не кардинал) Мазаріні посилає отця-єзуїта Гайнцерлінґа доповісти про Ґрантвіль. Через політичні проблеми з Римом, Францією та Іспанією Мазаріні не може розпочати дипломатичні переговори, тож коли Гайнцерлінґ повертається, він неофіційно призначає його куратором католицької церкви Ґрантвіля. Віруюча, але сувора літня вдова Ірен Фленнері, яка завжди допомагала церкві, жахається і ображається на подругу Гайнцерлінґа і трьох дітей, навіть після того, як отець Мазаріні одружується з нею. Ірен кидає свою благодійну діяльність і стає повністю ізольованою. Вона відмовляється сховатися під час нападу хорватів і помирає на своєму подвір'ї. Отця Мазаріні роздирає почуття провини, а також гнів від того, що всі нинішні війни називають релігійними. Він вирішує більше не стояти осторонь і надсилає свої католицькі книги до Ватикану.

### «Час кусання»
Вірджинія ДеМарс
Вероніка Ріхтер (бабуся Ганса та Гретхен Ріхтер) отримує штучні зуби, відкриває дитячий садок/підготовчу академію та залицяється до Генрі Дрісона.

### «Влада народу»
Лорен К. Джонс
Технічно правдоподібний опис того, що відбувається на електростанції одразу після події «Вогняне кільце». Звичайно, є паніка, але також винахідливість, оскільки персонал заводу намагається оговтатися від події, яку вони не розуміють.

### «Питання консультації»
С. Л. Вієл
«Питання консультації» досвідченої письменниці-фантастки С. Л. Вієли розкриває персонажа Шерон Ніколс, створеного Флінтом, який стає одним із головних персонажів обох романів «1633» та «Південноєвропейської нитки» «1634: Справа Галілея» та «1635: Гарматний закон». Також у«Питання консультації» Вієла представляє медсестру Енн Джефферсон, однокласницю Ніколса, яку у цій історії вонаоб'єднує з Ніколсом. Пізніше Флінт перетворить її на своєрідну американську дівчину з плакатів у своїх оповіданнях у кожній із Grantville Gazettes I, II та <i>III</i>, де вона потрапляє під час облоги Амстердама та стає загальною темою багатьох відомих подальших подій. Митці того часу, починаючи з Пітера Пауля Рубенса і включно з Рембрандтом, який на той час був практично невідомим. Ці три історії встановлюють канон збільшення потоку інформації та детально описують початок спільної поштової системи в Європі.
Філь змушує Нікола та Джефферсона зіткнутися з доктором Вільямом Гервеємі, «першовідкривачем» системи кровообігу, і дві медсестри «дають йому кілька вказівок», включаючи правила одягання. Паралельно Енн Джефферсон зустрічає свого майбутнього чоловіка, дипломата і математика Адама Олеаріуса, який у цій історії подорожує як дипломат і провідник Гарві. З канонічного значення доктор Гарві відвідує Ґрантвіль та його бібліотеки, і з люб'язності дає для нього копії деяких медичних книг. Вбиваючи час, він відкриває енциклопедії та копіює сторінки з детальною історією Англії наприкінці свого перебування. Король Англії Карл I використовує ці попередження про революцію, щоб змінити Англію та придушити майбутню революцію, створюючи таким чином в серії основу для міжнародної політики Англії.

### «Сімейна віра»
Анетт М. Педерсен
Йоганнес Ґрюнвальд, художник, якого сім'я матері змусила стати єзуїтським священиком, повертається переслідуваний, бідний і голодний до свого родинного маєтку поблизу Ґрантвіля. Йоганнеса зустрічає його старий товариш по іграх Франк Ербст, який тепер доглядає за маєтком.
Сім'я Ґрюнвальдів має складну релігійну історію. Брат Йоганна, протестант Маркус, дозволив своїй коханій дружині, католичці, виховувати їхнього сина Мартіна в католицькій вірі. Однак після смерті дружини Маркус намагався змусити Мартіна та його дружину Луїзу охрестити їхнього сина Йоганна як протестанта. Щоб втекти, Мартін приєднався до армії Тіллі. Через воєнні лихоліття молодий Йоганн зник безвісти. Вважається, що він перебуває у Ґрантвіллі, але Маркус вважає Ґрантвіль злом і заборонив Франку туди їхати.
Йоганнес пояснює, що втратив віру після розграбування Магдебурга і не зміг продовжувати свою справу — малювати картини війни. Його заарештували за єресь і богохульство та помістили під варту. Він втік і пішки пішов до маєтку, але трупи, які він знаходив у селянських будинках по дорозі, мучили його. Франк дає матеріали для малювання Йоганнесу, який бореться зі своїми демонами. Коли до маєтку прибувають солдати, Йоганнес очікує, що його візьмуть у полон. Однак це американці, і вони забирають його назад до Ґрантвіля.

### «Коли фішки слабшають»
Джонатан Крессвелл і Скотт Вашберн
«Коли фішки слабшають» досліджує деякі проблеми, пов'язані з «зниженням передач». Ларрі Вайлд — один із чотирьох мушкетерів, які згадуються в середині роману «1632», і є центральним персонажем цієї історії. Робота Ларрі в одному з машинобудівних цехів Ґрантвіля йде погано: він демонструє прикру непослідовність і нездатність приділяти належну і своєчасну увагу, через що ламає цінні і незамінні ріжучі головки верстатів. Більша частина історії пов'язана з підготовкою до святкування Різдва, яку Ларрі наполегливо проводить, незважаючи на досвід і труднощі. Намагаючись відтворити колишню веселу закуску, він з гумором стикається з членами великої родини Джеффа Гіґґінса і Ґретхен Гіґґінс, особливо з її грізною бабусею Веронікою Ріхтер, яка неабияк заважає йому.

### «Минулий американський час»
Дін Аллен і Майк Тернер
Колишні зіркові спортсмени середньої школи вирішують заснувати бейсбольну лігу та намагаються зацікавити цим видом спорту простоїв.

### «Скелети»
Грег Донаг'ю
Нероба Герд стурбований тим, що багато німців, які раніше були солдатами Тіллі, були прийняті до армії Ґрантвіля. Він впізнає трійцю, з якою служив, і звірства якої викликали у нього огиду, аж поки він не втік з групи. Трійця дезертирує, прихопивши свої цінні безвідмовні рушниці та, щоб роздобути боєприпаси, грабує кілька будинків Ґрантвіля. Герд знає, куди вони прямують: на ферму, де вони катували і вбили старого за його багатство, а потім сховали здобич у господарській будівлі. Він влаштовує на них засідку, а награбоване жертвує церкві Ґрантвіля.

### «Жива відьма»
Волт Бойс
Вероніку Юніус, доньку бургомістра Бамберга, спаленого як відьму, також піддано тортурам і церковний суд визнав винною у чаклунстві. Вона тікає, але її схоплюють. Інквізитор Еберхардт пропонує відвезти її до Вюрцбурга на цивільний суд, перш ніж її спалять, але капітан наполягає на тому, щоб доставити її до Зуля, де в неї не буде друзів, які б їй допомагали. Князь-єпископ Майнца запрошує спостерігати за стратою єзуїта Фрідріха фон Шпее, історичного автора трактату проти застосування тортур під час судових процесів щодо чаклунства.
Суль приймають у Сполучених Штатах, і там попередній суд над Веронікою визнають недійсним через вимушене зізнання. Її відправляють до Ґрантвіля «на новий судовий розгляд», де їй надають медичну допомогу та розраду від отця Мазара. Вона пояснює, що за чотири роки, відколи її батька спалили, а все його майно конфіскували, вона могла прогодувати себе лише проституцією. Обговорюючи полювання на відьом, Мазарре згадує про історичну постать, яку вони мають завербувати — фон Шпее, який потім представляється.

### «Три Р»
Джоді Дорсетт
Через Контрреформацію Церква Єдності братів була вигнана з Ліхтенштейну та Богемії та загнана в підпілля в Польщі. Намагаючись зберегти церкву у вигнанні, єпископ Коменський посилає диякона Біллека до Грантвіля, щоб перевірити, чи можуть вони допомогти. Ґрантвіль і Брати погоджуються з двома важливими питаннями: релігійної толерантності та освіти. Біллек з'ясовує, що Ґрантвіль не може допомогти Братам там, де вони перебувають, але пропонує притулок для будь-яких біженців. Однак профспілковий агітатор Ред Сіболт, зворушений їхнім становищем, супроводжує Біллека на зворотному шляху, щоб навчити його трьом «Р»: «читання, правосуддя і революція» (reading, righting and revolution.).

### «Ось прийшов Санта Клаус»
К. Д. Вентворт
Джулі Маккей влаштовує різдвяну вечірку для численних сиріт у цьому районі. Підготовка до цієї події стрімко набирає обертів, і на її пошуки відправляються троє емісарів з Валленштейну. Тим часом двоє імператорських солдатів вирішують підірвати школу Ґрантвіля двома пороховими бочками. У розв'язці напад зірвано, і Паппенгейм пояснює, що Валленштейн просто хоче союзу з Ґрантвілем і нових зубів від батька-дантиста Джулі.

### «Гамбіт Валленштейна»
Ерік Флінт
Новелла Флінта, дія якої відбувається в грудні 1632—весні 1633 рр., є основою для головної сюжетної нитки в цьому середовищі, східноєвропейської нитки. У вірші 1632 року Альбрехт фон Валленштейн був майже смертельно поранений снайперським вогнем Джулі Сімс у вигаданій битві при Альте Весте. Валленштейн вирішує, що краще вступити в союз з Густавом і американцями, ніж зазнати вбивства, яке американські підручники з історії приписали йому на 1634 рік. Він також не хотів би знову зіткнутися з ними чи Густавом у бою, а особливо з американськими рушницями, які розірвали йому щелепу і призвели до погіршення здоров'я, оскільки він не міг ковтати тверду їжу. Понівечена щелепа також стала причиною того, що він вступив у союз зі своїми колишніми ворогами, оскільки вірив, що лише американська медицина може вилікувати його щелепу (див. «Ось іде Санта Клаус»).
Він планує (разом з Готфрідом Паппенгеймом) вигнати імперських адміністраторів з Богемії та скинути відсутнього ерцгерцога Фердинанда III Австрійського, який тоді також був королем Угорщини (1625) і Богемії (1629), поки він був зайнятий протистоянням Османській імперії, поки його батько Фердинанд II вів Тридцятилітню війну спровоковану його правлінням у Богемії. Тим часом Лен Таннер та Еллі Андерсон (див. «Лінійник для країни») приїжджають, щоб встановити телефонну систему для резиденції Валленштейна в Празі, а єврейське подружжя з Ґрантвіля оселяється в Празі і здобуває вплив у єврейському кварталі Йозефові.
Переворот Валленштейна вдається, але він повинен вивести свої війська з Праги, щоб зустріти армію Фердинанда у «другій битві біля Білої Гори». Ватажок найманців Генріх Гольк вирішує скористатися їхньою відсутністю і напасти на місто. Однак наступники релігійних гуситів («Брати») та єврейське населення об'єднуються в народні загони захисників Праги на чолі з літнім американським магнатом Моррісом Ротом, який несподівано для самого себе стає популярним лідером: доном Моррісом, ідальго євреїв.
У центрі сюжетної лінії та східноєвропейської нитки Флінта є повстання Хмельницького, яке відноситься до повстання або визвольної війни в Речі Посполитій (Україна), що вирувало в 1648—1654 роках і включало масові антисемітські погроми. Багато з євреїв, які стали мішенню, втекли з Центральної та Західної Європи, оскільки роки чуми в XIV столітті надихнули погроми, як і поширення лютеранства, яке було в основі Тридцятилітньої війни.
Повстання Хмельницького знищило єврейське населення і вважається однією з найбільш травматичних подій в історії євреїв. У сюжетній лінії «Гамбіт Валленштейна» єврейський персонаж Морріс Рот переслідує це й сподівається запобігти потенційній втраті життя.

## Літературне значення та відгуки
Publishers Weekly згадує, «наскільки акуратно оповідання інших авторів у цій сильній антології поєднуються з серією Флінта» і як «окремі автори зосереджуються не стільки на впливі технологій переміщених американців, скільки на тому, як їхні ідеї — ідеали — надихають тих, хто з ними нещодавно зіткнувся». Джекі Кассада з Library Journal назвала книгу «первокласним вибором для шанувальників альтернативної історії та необхідним для бібліотек, що володіють 1632 та 1633 роками», і що ці «15 історій безпосередньо вносять свій внесок у основні сюжетні лінії серії та ілюструють складну та багатогранну природу історична фантастика».
Вогняне кільце входило до списку бестселерів Locus (журнал) у твердій обкладинці два місяці поспіль протягом 2004 року, займаючи 2 місце.